# Cecil Cooke
Cecil Cooke (Nassau, 31 maggio 1923 – 1º maggio 1983) è stato un velista bahamense.
Ha vinto la medaglia d'oro olimpica nella vela alle Olimpiadi di Tokyo 1964 nella categoria classe star insieme a Durward Knowles.